# Modrzewina (województwo świętokrzyskie)
Modrzewina – wieś sołecka w Polsce położona w województwie świętokrzyskim, w powiecie koneckim, w gminie Stąporków.
| SIMC    | Nazwa       | Rodzaj    |
| ------- | ----------- | --------- |
| 0271963 | Jan-Dziadek | część wsi |
| 0271970 | Skobielów   | część wsi |

W latach 1975–1998 miejscowość administracyjnie należała do województwa kieleckiego.
Wierni Kościoła rzymskokatolickiego należą do parafii Matki Bożej Częstochowskiej w Miedzierzy.